# Песчаница (Архангельская область)

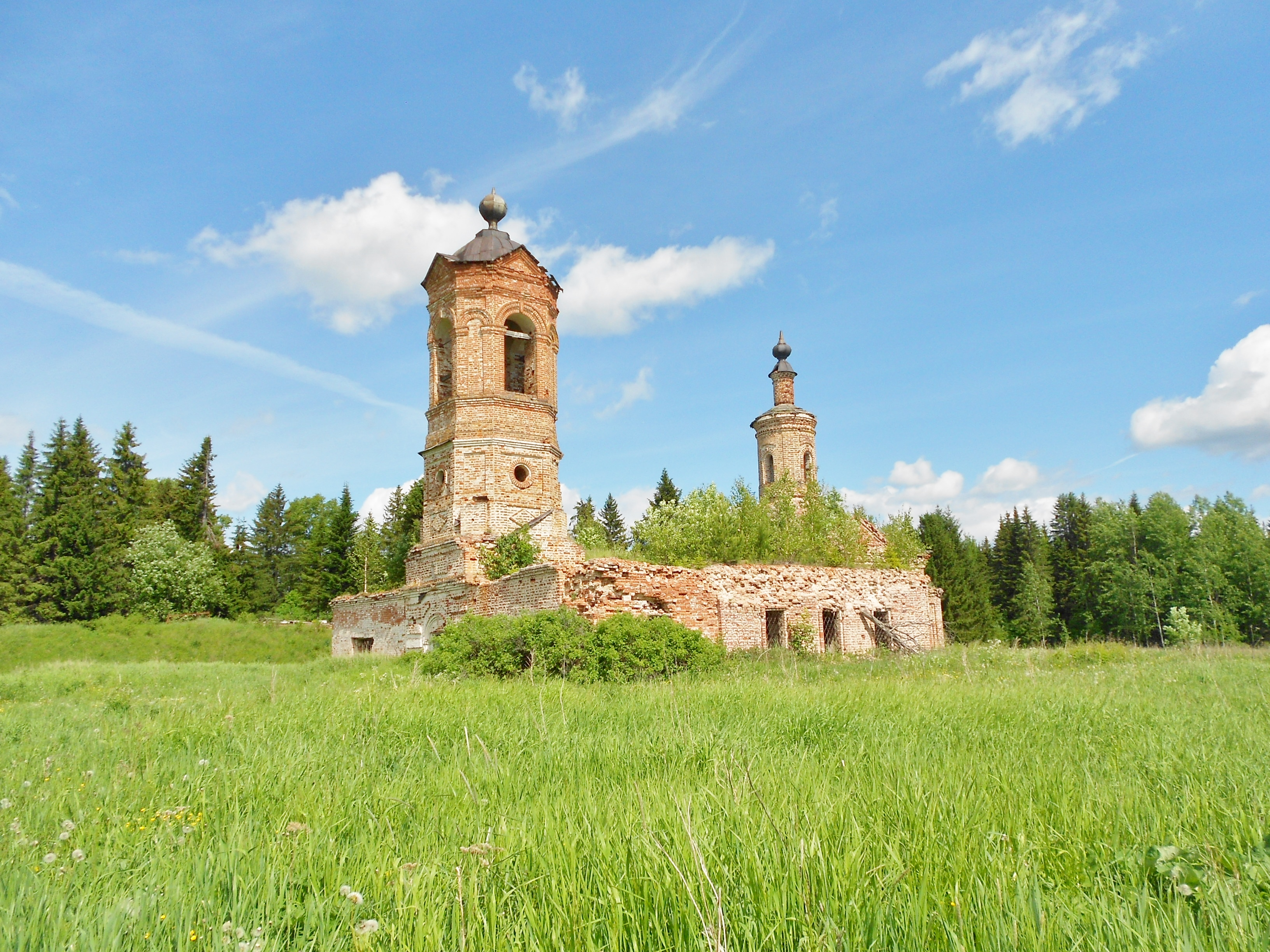
Михаило-Архангельская церковь (Котлас д.Песчаница)

 Песчаница — деревня в Котласском районе Архангельской области. Часть бывшего села Вотлажма. Входит в состав муниципального образования (сельского поселения) «Черемушское».

## География
Деревня находится неподалёку от Вотлажемской Курьи. Близлежащие деревни Котельниково, Осокорская.

## Население
| 2002 | 2010 | 2012 |
| ---- | ---- | ---- |
| 18   | ↘12  | ↗15  |

## Достопримечательности
На территории деревни находится Церковь Михаила Архангела на Вотложемском Городке 1805 года. Архитектурный стиль Барокко. Чуть дальше от деревни находится уникальный археологический объект Вотложемский Городок XIV—XV веков.